# 2024. december 7-i konzisztórium
A 2024. december 7-i konzisztóriumot Ferenc pápa hívta össze október 6-án. Összesen 21 új bíborost kreált, közülük 20 pápaválasztó (80 év alatti). A pápa eredetileg december 8-ra hirdette meg a konzisztóriumot, de később a dátum módosult egy nappal korábbra. A Szentatya eredeti szándéka szerint 21 bíborost kívánt kreálni, de egyikük, a 62 éves Paskalis Bruno Syukur O.F.M., az indonéziai Bogori egyházmegye püspöke nem kívánt élni a lehetőséggel, amit a pápa el is fogadott. 2024. november 4-én a Szentszéki Sajtóiroda közzétette, hogy Ferenc pápa Domenico Battaglia érseket is bíborossá kívánja kreálni.
Timothy Radcliffe domonkos szerzetes a szinódus lelkiségében meghatározó szerepet játszott. Az új bíborosok névsora tükrözi Ferenc pápa Európán kívüli világ iránti elkötelezettségét is. Magyar szempontból Német László kinevezése mellett érdekes, hogy a 99 éves Angelo Acerbi 1990–1997-ben magyarországi apostoli nuncius volt, míg Frank Leo torontói bíboros korábban rendszeresen misézett az ottawai magyar közösségnek.
| Nº                         | Ország                 | Név                                   | Életkor                | Hivatal                                                                                     |
| Pápaválasztó bíborosok     | Pápaválasztó bíborosok | Pápaválasztó bíborosok                | Pápaválasztó bíborosok | Pápaválasztó bíborosok                                                                      |
| -------------------------- | ---------------------- | ------------------------------------- | ---------------------- | ------------------------------------------------------------------------------------------- |
| 1                          | Peru                   | Carlos Gustavo Castillo Mattasoglio   | 74                     | a Limai főegyházmegye érseke                                                                |
| 2                          | Argentína              | Vicente Bokalic Iglic C.M.            | 72                     | a Santiago del Esteró-i főegyházmegye érseke                                                |
| 3                          | Ecuador                | Luis Gerardo Cabrera Herrera O.F.M.   | 69                     | a Guayaquili főegyházmegye érseke                                                           |
| 4                          | Chile                  | Fernando Natalio Chomalí Garib        | 67                     | a Santiago de Chile-i főegyházmegye érseke                                                  |
| 5                          | Japán                  | Tarcisio Isao Kikuchi S.V.D.          | 66                     | a Tokiói főegyházmegye érseke                                                               |
| 6                          | Fülöp-szigetek         | Pablo Virgilio Siongco David          | 65                     | a Kalookani egyházmegye püspöke                                                             |
| 7                          | Szerbia                | Német László S.V.D.                   | 68                     | a Belgrádi főegyházmegye érseke                                                             |
| 8                          | Brazília               | Jaime Spengler O.F.M.                 | 64                     | a Porto Alegre-i főegyházmegye érseke                                                       |
| 9                          | Elefántcsontpart       | Ignace Bessi Dogbo                    | 63                     | az Abidjani főegyházmegye érseke                                                            |
| 10                         | Algéria                | Jean-Paul Vesco O.P.                  | 62                     | az Algíri főegyházmegye érseke                                                              |
| 11                         | Irán                   | Dominique Joseph Mathieu O.F.M. Conv. | 61                     | a Teherán-Iszfaháni főegyházmegye érseke                                                    |
| 12                         | Olaszország            | Roberto Repole                        | 57                     | a Torinói főegyházmegye érseke és a Susai egyházmegye püspöke                               |
| 13                         | Olaszország            | Baldassare Reina                      | 54                     | a Római egyházmegye általános helynöke                                                      |
| 14                         | Kanada                 | Francis Leo                           | 53                     | a Torontói főegyházmegye érseke                                                             |
| 15                         | Litvánia               | Rolandas Makrickas                    | 52                     | a Santa Maria Maggiore-bazilika koadjutor főpapja                                           |
| 16                         | Ausztrália             | Mikola Petrovics Bicsok C.SS.R.       | 44                     | az ukránok melbourne-i Szent Péter és Pál eparchiájának püspöke                             |
| 17                         | Egyesült Királyság     | Timothy Peter Joseph Radcliffe O.P.   | 79                     | a Prédikátorok Rendjének korábbi rendfőnöke (1992-2001)                                     |
| 18                         | Olaszország            | Fabio Baggio C.S.                     | 59                     | az Átfogó Emberi Fejlődés Dikasztériuma titkár-helyettese                                   |
| 19                         | India                  | George Jacob Koovakad                 | 51                     | az Államtitkárság tisztviselője, a pápai utak felelőse                                      |
| 20                         | Olaszország            | Domenico Battaglia                    | 61                     | a Nápolyi főegyházmegye érseke                                                              |
| Nem pápaválasztó bíborosok |                        |                                       |                        |                                                                                             |
| 21                         | Olaszország            | Angelo Acerbi                         | 99                     | Hollandia nyugalmazott apostoli nunciusa, 1990 és 1997 között Magyarország apostoli nuncisa |